# Flavio Cipolla
Flavio Cipolla (Roma, 20 de outubro de 1983) é um tenista profissional italiano.
Encerrou o ano de 2011 como o número 75 do mundo.

## Titulos (17)

### Simples (4)
| Legenda                |
| Grand Slam (0)         |
| Tennis Masters Cup (0) |
| ATP Masters Series (0) |
| ATP Tour (0)           |
| Challengers (4)        |

| Títulos por piso |
| Duro (1)         |
| Grama (0)        |
| Saibro (3)       |
| Carpete (0)      |

| N. | Data                  | Torneio                | Piso   | Oponente na final | Placar           |
| 1. | 30 de maio de 2006    | Turim, Itália          | Saibro | Marcel Granollers | 6–3, 6–3         |
| 2. | 31 de julho de 2007   | Trani, Itália          | Saibro | Pablo Andújar     | 4–6, 6–2, 6–4    |
| 3. | 4 de setembro de 2007 | Gênova, Itália         | Saibro | Gianluca Naso     | 6–2, 6–7(4), 7–5 |
| 4. | 1 de janeiro de 2008  | Nouméa, Nova Caledônia | Duro   | Stepháne Bohli    | 6–4, 7–5         |

### Duplas (13)
| Legenda                |
| Grand Slam (0)         |
| Tennis Masters Cup (0) |
| ATP Masters Series (0) |
| ATP Tour (0)           |
| Challengers (13)       |

| Títulos por piso |
| Duro (2)         |
| Grama (0)        |
| Saibro (10)      |
| Carpete (1)      |

| N.  | Data                    | Torneio                          | Piso    | Parceiro                | Oponentes na final                        | Placar              |
| 1.  | 4 de julho de 2005      | Mantova, Itália                  | Saibro  | Alessandro Motti        | Salvador Navarro Óscar Serrano            | 5–7, 6–3, 6–3       |
| 2.  | 2 de agosto de 2005     | Saransk, Rússia                  | Saibro  | Simon Stadler           | Konstantin Kravchuk Alexander Kudryavtsev | 7–6(2), 4–6, 7–6(3) |
| 3.  | 19 de setembro de 2005  | Banja Luka, Bósnia e Herzegovina | Saibro  | Rainer Eitzinger        | Jeroen Masson Stefan Wauters              | 4–6, 6–3, 6–3       |
| 4.  | 25 de setembro de 2006  | Bratislava, Eslováquia           | Saibro  | Marcel Granollers       | David Marrero Pablo Santos                | 7–6(2), 6–4         |
| 5.  | 9 de outubro de 2006    | Barcelona, Espanha               | Clay    | Tomás Behrend           | Pablo Andújar Marcel Granollers           | 6–3, 6–2            |
| 6.  | 26 de março de 2007     | Nápoles, Itália                  | Saibro  | Marcel Granollers       | Marco Crugnola Alessio di Mauro           | 6–4, 6–2            |
| 7.  | 30 de abril de 2007     | Roma, Itália                     | Saibro  | Marcel Granollers       | Stefano Galvani Manuel Jorquera           | 3–6, 6–1, [11–9]    |
| 8.  | 1 de janeiro de 2008    | Nouméa, Nova Caledônia           | Duro    | Simone Vagnozzi         | Jan Mertl Martin Slanar                   | 6–4, 6–4            |
| 9.  | 11 de fevereiro de 2008 | Belgrado, Sérvia                 | Carpete | Konstantinos Economidis | Alessandro Motti Filip Polášek            | 4–6, 6–2, [10–8]    |
| 10. | 24 de março de 2008     | Barletta, Itália                 | Saibro  | Marcel Granollers       | Oliver Marach Michal Mertiňák             | 6–3, 2–6, [11–9]    |
| 11. | 28 de abril de 2008     | Roma, Itália                     | Saibro  | Simone Vagnozzi         | Paolo Lorenzi Giancarlo Petrazzuolo       | 6–3, 6–3            |
| 12. | 27 de maio de 2008      | Alessandria, Itália              | Saibro  | Simone Vagnozzi         | Matwé Middelkoop Melle Van Gemerden       | 3–6, 6–1, [10–4]    |
| 13. | 13 de outubro de 2008   | Tashkent, Uzbequistão            | Duro    | Pavel Šnobel            | Michail Elgin Alexandre Kudryavtsev       | 6–3, 6–4            |